# Sukomulio
Sukomulio is een bestuurslaag in het regentschap Musi Rawas van de provincie Zuid-Sumatra, Indonesië. Sukomulio telt 817 inwoners (volkstelling 2010).